# 吕凉 (演员)
吕凉（1957年—），男，籍贯山东，生于北京，中国演员。

## 生平
吕凉自泰安一中毕业后到山东泰安疗养院当过炊事员，1978年考入上海戏剧学院表演系。1982毕业后分配到四川成都峨眉电影制片厂任演员，1986年调入上海人民艺术剧院。1995年1月上海人民艺术剧院和上海青年话剧团合并为上海话剧艺术中心。1999年5月，担任上海话剧艺术中心艺术总监助理，2002年1月开始担任上海话剧艺术中心艺术总监。曾获中国戏剧“梅花奖”、“上海白玉兰戏剧表演艺术奖”、“佐临话剧艺术奖”。妻子大学同班同学宋忆宁。

## 出演作品

### 话剧
- 1987.9 《自烹》饰 易牙
- 1988.7 《耶苏·孔子·披头士列侬》饰 列侬
- 1989.4 《棺材太大洞太小》饰 叙述者
- 1989.5 《月祭》饰 卷毛
- 1991.7 《留守女士》饰 子东
- 1993.7 《喜福会》饰 钢琴师、黄天余、演员、牧师等
- 1996.3 《野种》饰 老爷
- 1997.6 《归来兮》饰 林甫
- 1998.1 《办公室秘闻》饰 王大宇
- 1999.8 《股票的缘分》饰 陈森太
- 2000.4 《中国制造》饰 刘子义
- 2001.2 《正红旗下》饰 老舍
- 2002.5 《狗魅Sylvia》 饰 格雷格
- 2002.7 《卡布其诺的咸味》 饰 男人
- 2003.8 《商鞅》饰 公孙贾
- 2003.10《长恨歌》饰 李主任
- 2005.3《李亚子》饰 镜新磨
- 2006.8《萨勒姆的女巫》饰 约翰·普洛克托
- 2006 《卡布其诺的咸味》饰 男人
- 2007.5《上海屋檐下》饰 匡复
- 2012.7《原告证人》饰 威尔弗瑞德·罗巴茨
- 2018.3 《万尼亚舅舅》

艺术总监
- 2005 《金大班的最后一夜》
- 2006 《卡布其诺的咸味》
- 2012.12《蛛网》
- 2018.3 《万尼亚舅舅》

导演
- 2005.8《午夜的哈瓦那》
- 2006.8《活性炭》

### 电视
- 1986《聊斋》之《云翠仙》饰 梁有才
- 《辛十四娘》饰 楚濂福
- 1987.4 《家·春·秋》饰 高克定
- 1988.4 《济公外传》饰 济公
- 1988.11《上海的早晨》饰 朱延年
- 1990 《围城》饰 储慎明
- 1992.12《大上海出租车》饰 程路
- 1993.5 《小绍兴传奇》饰 小绍兴
- 1993 《三言二拍·错配鸳鸯》饰 尤辰
- 1994.9 《大上海屋檐下》饰 陆大江、陆根（父子）
- 1995《布尔什维克兄弟》
- 1996《闯上海》饰 彭劲松
- 1996.12《婆婆媳妇小姑》饰 仇家宝
- 1998.6 《爸爸妈妈爷爷奶奶外公……》饰 顾兴隆
- 《我要做个好孩子》饰演金玲爸爸
- 《家事》饰演石竹生
- 1998年《财星高照》 饰 葛洪 （新加坡电视剧）
- 1999 《楼转乾坤∕争执》饰 胡大富
- 1999.11《家里比较烦》饰 周易
- 2000.9《家里比较烦之悉尼奥运会版》饰 老吕
- 2000.12《世纪人生》饰 夏之时
- 2002《天上掉下个林妹妹》饰 德铭
- 2002《半生缘》饰 杨镇远
- 2002《重返上海滩》饰 华总会长
- 2002《祥符春秋》饰 武局长
- 2002《大染坊》饰 马子雄（合作：侯勇、张秋歌、罗刚）
- 2003《国家公诉》饰 唐朝阳
- 2003《天之云地之雾》饰 顾卿
- 2004《天剑群侠》饰 张荣寿
- 2004《未列入名册》饰 金泰林
- 2005《龙虎人生》饰 骆县长
- 2005《我主沉浮》饰 宁川市长钱惠人（合作：陈逸恒、何麟、王静）
- 2006《青春之歌》饰 胡梦安
- 2007《假装爱上你》饰 院长
- 2007《血色玫瑰》饰 松井长官
- 2007《谍战古山塘》饰 吴伯斋（合作：陈宝国、隋俊波、盖丽丽）
- 2007《围屋里的桃花》饰 赵金禄（合作：刘蓓、张枫霖、王同辉）
- 2008《赶走你的忧郁》饰 葛云峰（合作：张国立、杨若兮、吴越）
- 2009 《清凌凌的水蓝莹莹的天II》饰 苏东升（合作：潘长江、孙宁、姜超、潘阳）
- 2010《知青》 客串：方父 （合作：傅晶、王姬）
- 2011《决战前》饰 唐宗年（合作：万茜、杨溢、张晨光）
- 2011《洪武大案》 饰 开济（合作：李立群、富大龙、胡可、杨幂、保剑锋）
- 2012《那样芬芳》 饰 高文涛（合作：小宋佳、耿乐）
- 2012《薪青年》饰 福郡王（合作：朱亚文）
- 2012《玲珑局》饰 方炳坤（合作：颖儿、余文乐）
- 2012《白蛇后传》饰 济公（合作：刘诗诗）
- 2013《劫中劫》饰 冯长宝（合作：郭晓冬、万梓良、贾青、杨溢）
- 2014《大河儿女》（合作：陈宝国、张歆艺、李小冉）
- 2014《生活啟示錄》（合作：胡歌、闫妮）
- 2015 《大好時光》（合作：胡歌、王曉晨）

### 电视主持
- 上海电视台纪事频道《档案》栏目：谍战揭密第1季、民国遗案第1季讲述人
- 上海电视台《相约星期六》

### 电影
- 2011 永在 饰 杜上皇
- 1997 超导 饰 检察官
- 1996 紧急救助 饰 周老板
- 1995 飞虎队 饰 松尾
- 1994 秃探与俏妞
- 1994 小芳的故事 饰 陈卫东
- 1993 鸳梦惊魂
- 1993 血色玫瑰
- 1992 请勿打扰
- 1992 离婚喜剧 饰 吴飞
- 1992 爱情危机
- 1990 天朝国库之谜 饰 马良
- 1989 秘密战
- 1987 仗义小伙儿
- 1986 城市假面舞会 饰 罗汉
- 1986 嘿,哥们儿 饰 海子
- 1985 咱们的退伍兵 饰 袁宝宝
- 1985 无声的雨丝
- 1983 不该发生的故事 饰 二嘎子